# Guy David
Guy David (1957) é um matemático francês, especialista em análise matemática.

## Biografia
David estudou de 1976 a 1981 na École normale supérieure. Obteve um doutorado (Thèse du 3ème cycle) na Universidade Paris-Sul em 1981, orientado por Yves Meyer e em 1986 a habilitação (Thèse d'État) com a tese Noyau de Cauchy et opérateurs de Caldéron-Zygmund, supervisionado por Yves Meyer.
Foi palestrante convidado do Congresso Internacional de Matemáticos em Berkeley, Califórnia (1986).
Recebeu o Prêmio Salem de 1987 e o Prêmio Ferran Sunyer i Balaguer de 2004.

## Artigos
- Courbes corde-arc et espaces de Hardy généralisés, Ann. Inst. Fourier (Grenoble), vol. 32, 1982, pp. 227–239
- Opérateurs  intégraux  singuliers  sur  certaines  courbes  du  plan  complexe, Ann. Sci. Ecole Norm.  Sup. (4), vol. 17, 1984, pp. 157–189.
- com Ronald Coifman, Yves Meyer: La solution des conjectures de Calderón, Adv.in Math., vol.  48, 1983, pp. 144–148.
- Morceaux de graphes lipschitziens et intégrales singulières sur une surface, Rev.  Mat. Iberoamericana, vol. 4, 1988, pp. 73–114.
- com J. L. Journé, S. Semmes: Opérateurs de Calderon-Zygmund, fonctions para-accrétives et interpolation, Rev. Mat. Iberoamericana, vol. 1, 1985, pp. 1–56.
- com Jean-Lin Journé:  A  boundedness  criterion  for  generalized  Calderón-Zygmund operators, Ann.  of Math.  (2), vol. 120, 1984, pp. 371–397 doi:10.2307/2006946
- {\displaystyle C^{1}}-arcs for minimizers of the Mumford-Shah functional, SIAM J. Appl.  Math., Band 56, 1996, pp. 783–888 doi:10.1137/s0036139994276070
- Unrectifiable 1-sets have vanishing analytic capacity, Rev.  Mat.  Iberoamericana, vol. 14, 1998, pp. 369–479
- com Pertti Mattila: Removable sets for Lipschitz harmonic functions in the plane, Rev.  Mat.  Iberoamericana, vol. 16, 2000, pp. 137–215
- Should we solve Plateau’s problem again?, in: Charles Fefferman, Alexandru D. Ionescu, D. H. Phong, Stephen Wainger (eds.), Advances in Analysis:  The Legacy of Elias M. Stein, Princeton University Press 2014, pp. 108–145.
- com Tatiana Toro: Regularity of almost minimizers with free boundary, Calculus of Variations and Partial Differential Equations, vol. 54, 2015, 455–524, Arxiv
- Local regularity properties of almost- and quasiminimal sets with a sliding boundary condition, Arxiv, 2014
- com M. Filoche, D. Jerison, S. Mayboroda:  A free boundary problem for the localization of eigenfunctions Arxiv 2014

### Livros
- com Stephen Semmes: Analysis of and on uniformly rectifiable sets, Mathematical Surveys and Monographs 38. American Mathematical Society, Providence, RI, 1993.[3]
- com Stephen Semmes: Uniform rectifiability and quasiminimizing sets of arbitrary codimension, Memoirs AMS 2000
- com Stephen Semmes:  Singular integrals and rectifiable sets in Rn : au-delà des graphes lipschitziens, Astérisque 193, 1991
- com Stephen Semmes: Fractured fractals and broken dreams. Self-similar geometry through metric and measure, Oxford Lecture Series in Mathematics and its Applications 7, Clarendon Press, Oxford 1997
- com Alexis Bonnet, Cracktip is a global Mumford-Shah minimizer, Astérisque 274, 2001
- Wavelets and singular integrals on curves and surfaces, Lecture notes in mathematics 1465, Springer 1991
- Singular sets of minimizers for the Mumford-Shah functional, Progress in Mathematics, Birkhäuser 2005
- com Tatiana Toro: Reifenberg parameterizations for sets with holes, Memoirs of the AMS 215, 2012